# Arcetri

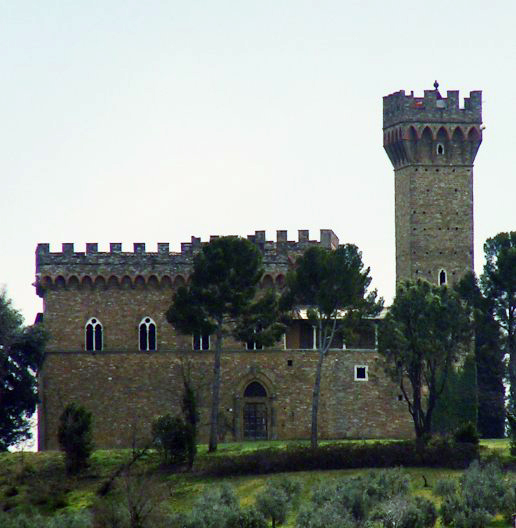
La Torre del Gallo en Arcetri

Arcetri es un lugar de Florencia, Italia, situado entre los cerros localizados al sur del centro de la ciudad. Buena parte de su historia está ligada a la influencia de la antigua familia florentina de los Amidei.

## Monumentos
Arcetri concentra un considerable número de edificios históricos, incluyendo la casa del famoso científico Galileo Galilei (Villa Il Gioiello), el Convento de San Matteo y la Torre del Gallo. El Observatorio Astronómico de Arcetri también está localizado allí. La iglesia de San Leonardo de Arcetri es la iglesia principal de la zona.
Galileo Galilei murió en este lugar el 8 de enero de 1642.

### Lista de monumentos
A continuación se incluye una lista de los principales monumentos del área de Arcetri:
- Iglesia de San Leonardo en Arcetri
- Iglesia de San Matteo en Arcetri
- Observatorio Astrofísico de Arcetri
- Pian dei Giullari
- Villa Capponi
- Villa Il Giullarino
- Villa di Volsanminiato
- Torre del Gallo
- Villa La Gallina
- Villa Agape-Arrighetti
- Villa Giramonte
- Villa Giovannelli
- Villa Nunes Vais
- Villa Il Teatro
- Villa Pian dei Giullari
- Villa Masieri
- Villa Il Gioiello
- Villa Le Corti
- Villa Pazzi
- Villa Ravà
- Villa Il Roseto
- Fondazione Spadolini
- Monteripaldi
- San Michele un Monteripaldi
- Santa Margherita un Montici

## Galería fotográfica

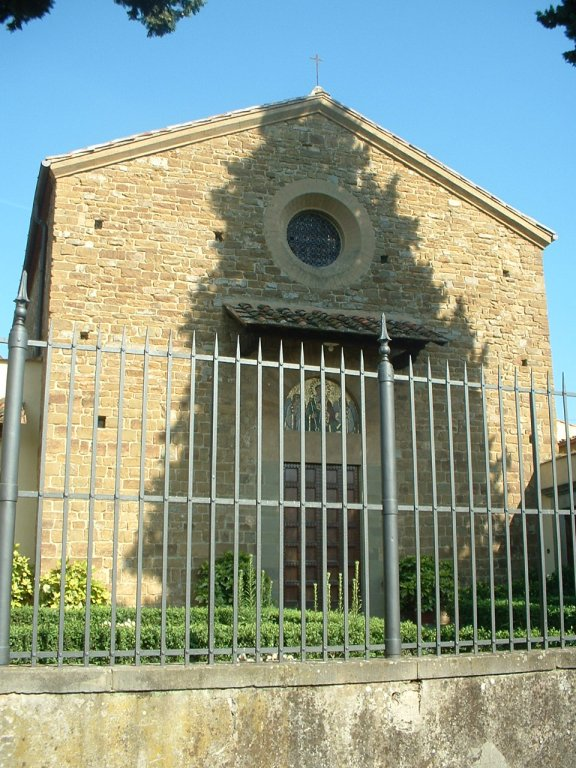
Iglesia de San Leonardo
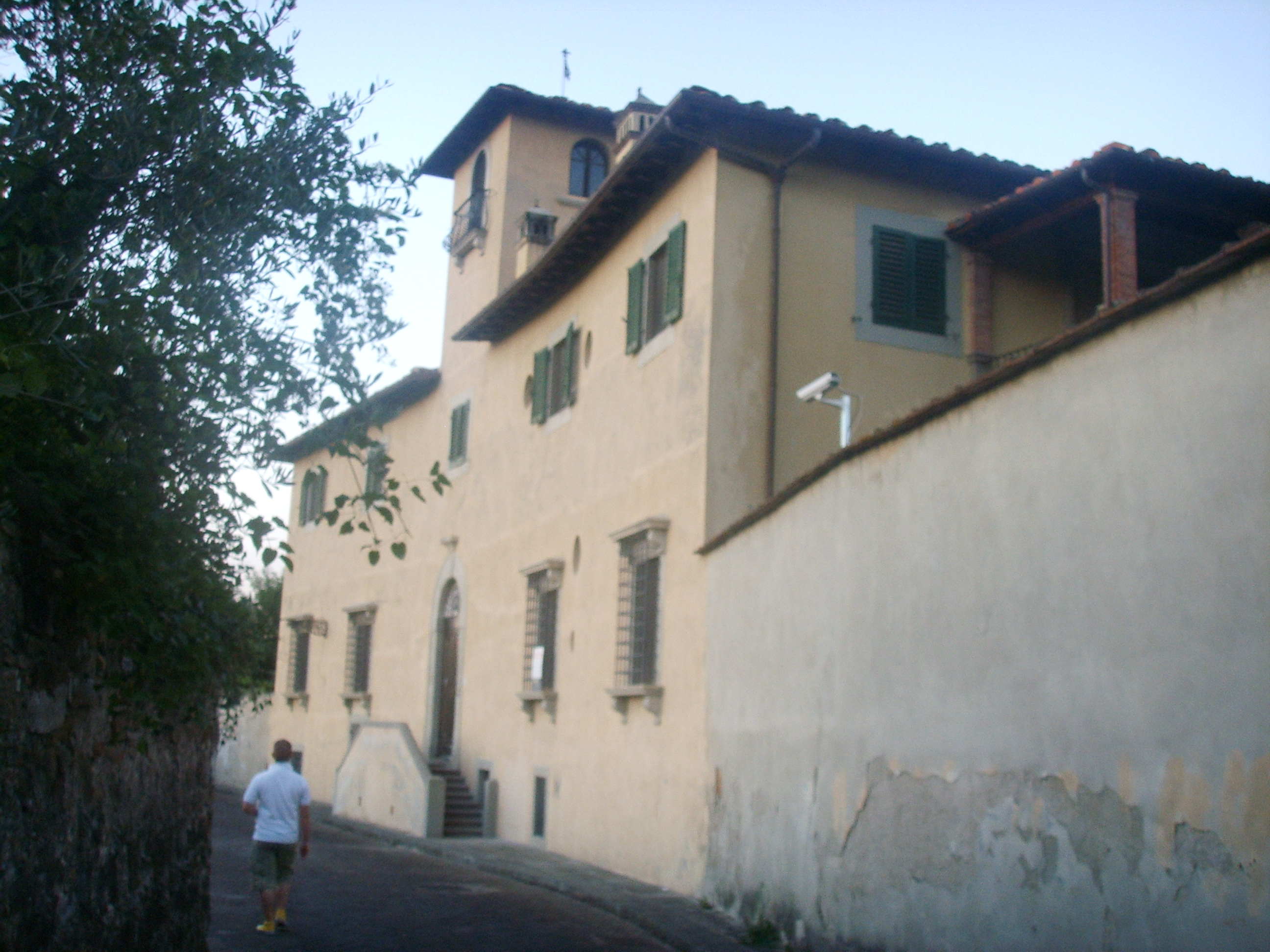
Villa di Arcetri
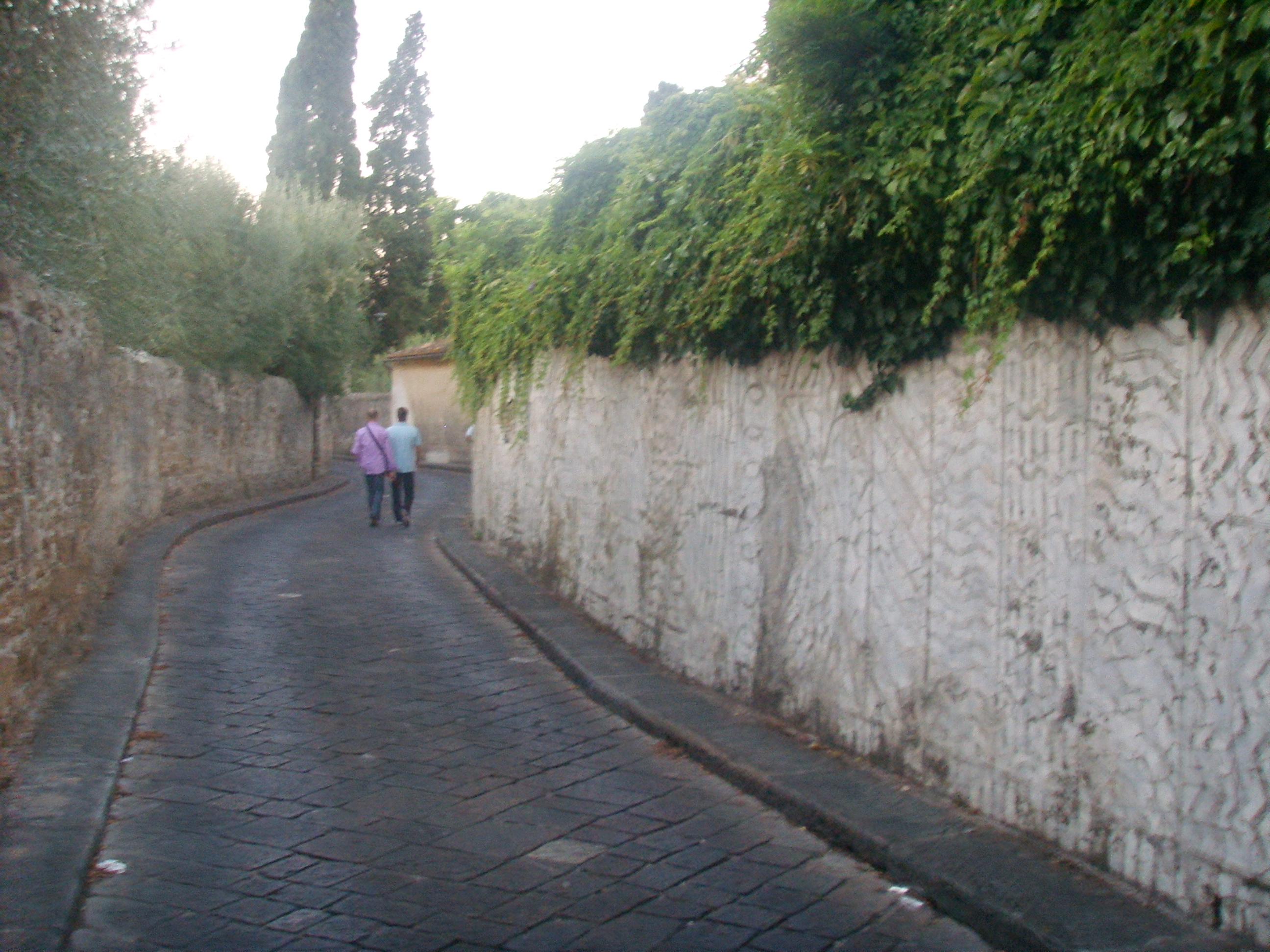
Vía San Leonardo, con un muro decorado con esgrafiado
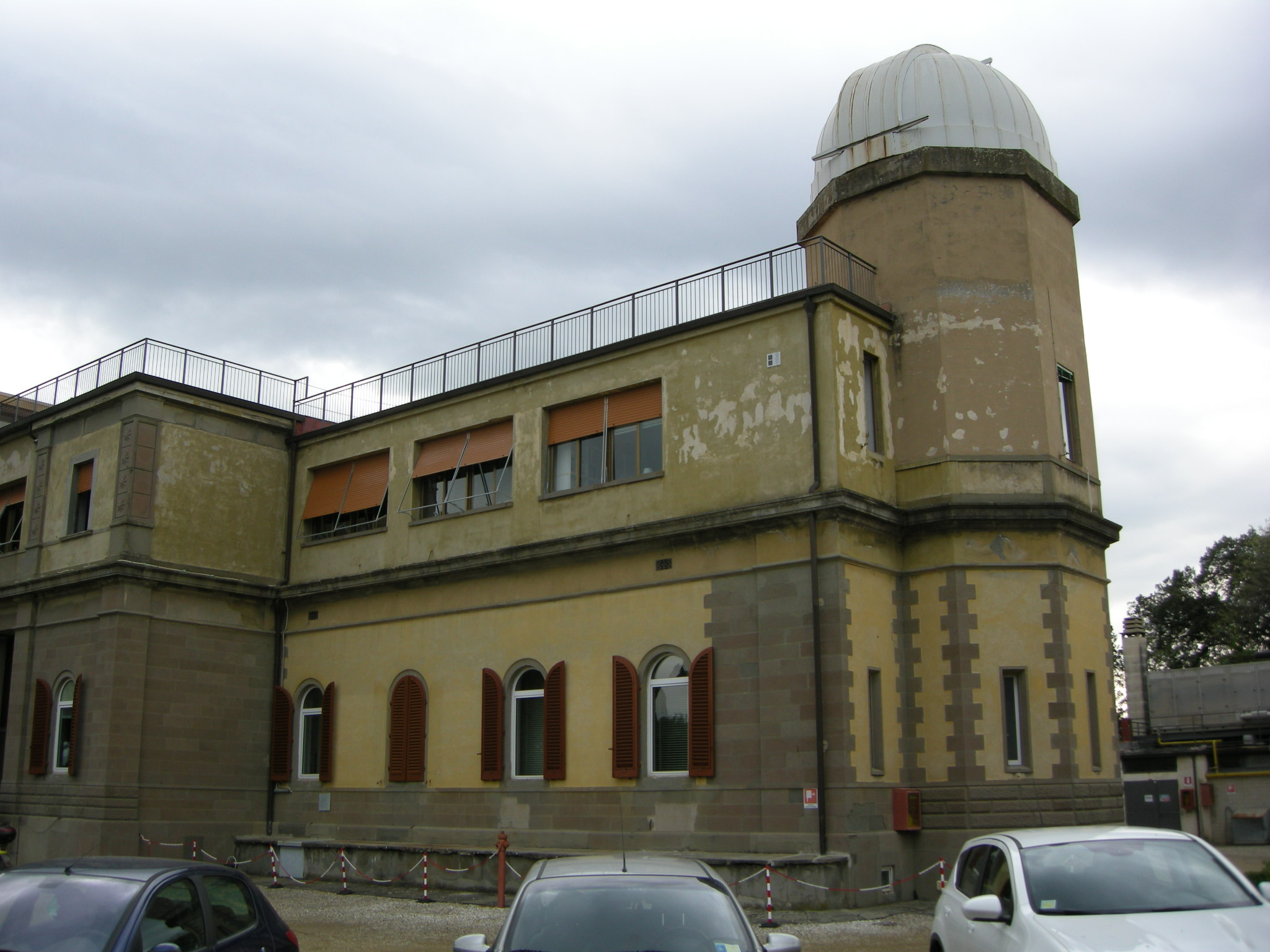
Observatorio Astrofísico de Arcetri